# گمینا اوگروجنگتس
گمینا اوگروجنگتس (به لهستانی:  Gmina Ogrodzieniec) یک گمینا در لهستان است که در شهرستان زاویرچیه واقع شده‌است. گمینا اوگروجنگتس ۸۵٫۶۹ کیلومتر مربع مساحت و ۹٬۵۱۹ نفر جمعیت دارد.